# Indicatif régional 251

Carte de l'État de l'Alabama avec la région desservie par l'indicatif 205 en rouge.

L'indicatif régional 251 est l'indicatif téléphonique régional qui dessert le sud-ouest de l'État de l'Alabama aux États-Unis.
L'indicatif régional 251 fait partie du plan de numérotation nord-américain.

## Comtés desservis par l'indicatif
- Comté de Mobile
- Comté de Baldwin
- Comté de Washington
- ainsi que des parties de six autres comtés

## Principales villes desservies par l'indicatif

Territoires des quatre premiers indicatifs régionaux de l'État de l'Alabama

- Atmore
- Chatom
- Bay Minette
- Brewton
- Daphne
- Evergreen
- Fairhope
- Grove Hill
- Gulf Shores
- Jackson
- Mobile
- Monroeville